# Dischidia listerophora
Dischidia listerophora är en oleanderväxtart som beskrevs av Rudolf Schlechter. Dischidia listerophora ingår i släktet Dischidia och familjen oleanderväxter. Inga underarter finns listade i Catalogue of Life.